# Titof

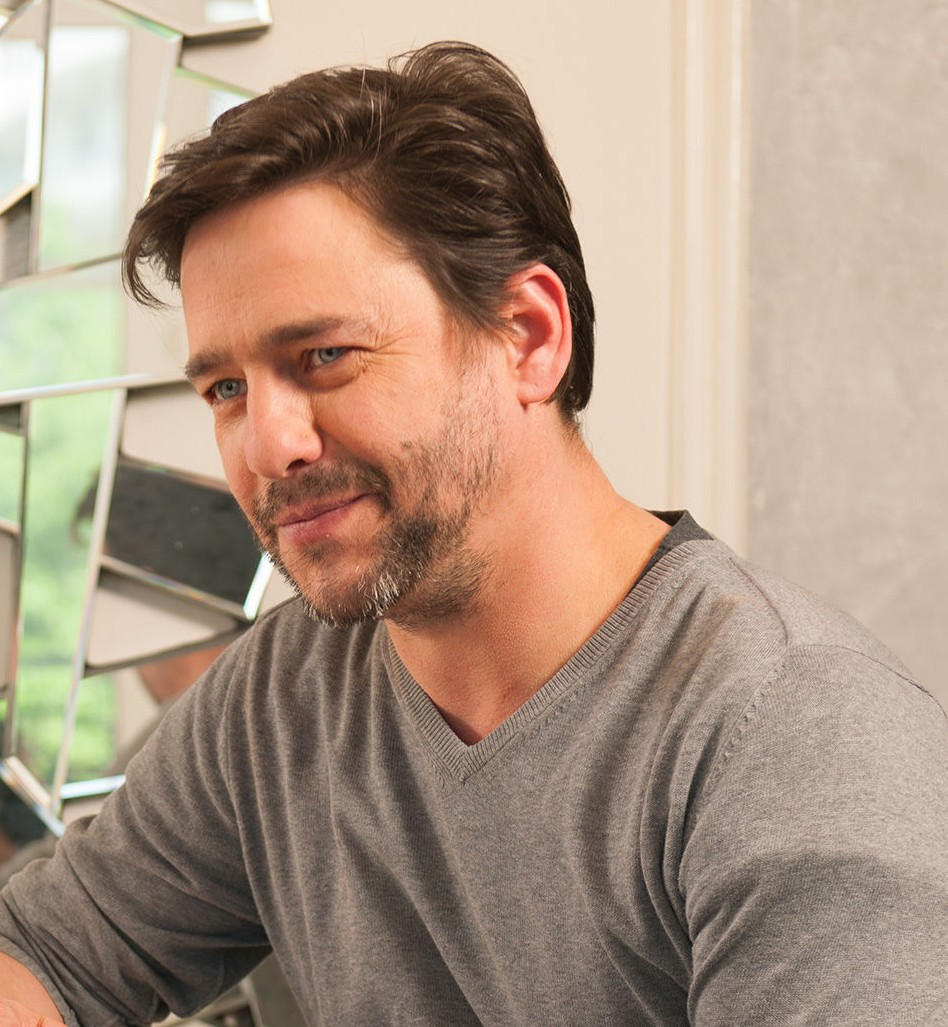
Titof, 2010

Titof (Koseform von Christophe, bürgerlicher Name unbekannt; geboren am 5. Oktober 1973 in Lunéville) ist ein französischer Schauspieler und Regisseur von Pornofilmen. Als bisexueller Darsteller spielte er in 80 Hetero-, Bisex- und Gay-Pornofilmen mit.
Seine Darstellertätigkeit begann 1999 in heterosexuellen Pornoproduktionen. Bald darauf spielte er auch in homosexuell-pornografischen Filmen wie der Titouch-Reihe und Hervé Bodilis' Filmen Christophe, Titof, pompier en service, Permission à Paris und Titof and the College Boys. 2001 war er Moderator eines Gayprime-Magazins des französischen Bezahlfernsehsenders XXL TV. 
Ab 2000 trat er auch als Schauspieler in Spielfilmen auf, etwa als Petit Mignon in Baise-moi von Virginie Despentes. Eine größere Rolle gab ihm Bertrand Bonello in Der Pornograph, in dem er an der Seite von Jean-Pierre Léaud und Jérémie Renier den Franck spielte. Der Film enthält eine pornografische Szene Titofs mit seiner Kollegin Ovidie.

## Auszeichnungen
Beim Europäischen X Award 2005 wurde er in der Kategorie Meilleure contribution au X gay ausgezeichnet.